# The Gutter Twins
The Gutter Twins — рок-группа, основанная Марком Ланеганом и Грегом Дулли в 2003 году.

## История
После выхода сольного альбома Марка Ланегана Bubblegum в 2004 году музыкант решил отвлечься от сольной деятельности и поучаствовать в других проектах, одним из которых стало сотрудничество с Грегом Дулли. Оба музыканта неоднократно работали друг с другом и, фактически, идея The Gutter Twins зародилась ещё в начале 2000-х, но оформилась только в июле 2007 года, когда сайт Pitchfork Media разместил сообщение о том, что дуэт «двух величайших фронтменов альт-рок эпохи» был подписан на сиэтлском лейбле Sub Pop. Вскоре после этого на сайте лейбла появилась страница The Gutter Twins с сообщением о выходе дебютного альбома Saturnalia.
В марте 2008 года коллектив познакомил слушателей с альбомом на ночном шоу Дэвида Леттермана, после чего последовал годичный тур по Европе и США в поддержку Saturnalia. Критическая реакция на альбом была положительной, журнал Blast Magazine описал его как «спуск в тёмные эмоции, которые часто скрываются под поверхностью» и заметил, что альбом «звучит так, как если бы его написал давно потерянный кузен U2 из Сиэтла».
В сентябре 2008 года с помощью iTunes Store был выпущен мини-альбом Adorata. Он содержит только две оригинальные песни The Gutter Twins, не вошедшие на Saturnalia, остальная же часть — кавер-версии песен Хосе Гонсалеса, Скотта Уокера, а также групп Primal Scream, Vetiver и Eleven. Часть дохода от Adorata была направлена в мемориальный фонд Наташи Шнайдер, покойной участницы Eleven и друга группы.
В 2009 году музыканты гастролировали, исполняя песни как The Gutter Twins, так и других своих проектов, а также кавер-версии различных музыкантов. Исполняя «God’s Children», коллектив обычно переходил к «All Along the Watchtower» Боба Дилана, в шутку признавая сходство собственной песни с песней легендарного фолк-рок музыканта. Исполнение «The Stations» всегда начиналось с короткой цитаты из вступления к «Stairway to Heaven» Led Zeppelin, любимой песни Дулли. По окончании гастролей, группа объявила о перерыве.
13 июля 2016 музыканты опубликовали совместное фото, подписанное «The Gutter Twins снова на коне». Впрочем, новых альбомов под вывеской The Gutter Twins так и не последовало.
Впоследствии Грег Дулли записал бэк-вокал и гитару для песен Марка Ланегана «Death’s Head Tattoo», «Letter Never Sent» и «At Zero Below» (альбомы Gargoyle (2017), Somebody’s Knocking (2019) и Straight Songs Of Sorrow (2020) соответственно). Полноценный дуэт исполнителей вышел в августе 2020-го, в День музыкального магазина. Им стала кавер-версия песни Боба Дилана и Джонни Кэша «Girl from the North Country» с альбома Nashville Skyline (1969), где под аккомпанемент фортепиано Дулли спел партии Дилана, а Ланеган — партии Кэша. В интервью Rolling Stone Грег сообщил: «Я люблю эту песню, простую и понятную. Она прекрасна. Я смотрел „Шоу Джонни Кэша“, где гостил Дилан, и подумал, что было бы клёво сделать это с Марком <…> Мы никогда не прекращали работать вместе. Но мы оба заняты своими проектами и жизнями. Однажды мы снова сделаем Gutter Twins».

## Дискография
- Saturnalia (4 марта 2008) — студийный альбом
- Idle Hands (14 апреля 2008) — первый сингл с Saturnalia
- God’s Children / Spanish Doors (4 августа 2008) — второй сингл с Saturnalia
- Adorata (2 сентября 2008) — мини-альбом, только в цифровом формате